# 卡雷尔·霍夫曼
卡雷尔·霍夫曼（捷克語：Karel Hoffmann，1924年6月15日—2013年2月21日）是一名捷克斯洛伐克政治家，捷克斯洛伐克共产党领导人之一和工会干部，捷克斯洛伐克社会主义共和国文化和新闻部长（1967年到1968年），捷克斯洛伐克社会主义共和国通讯部长（1969年到1971年）和工会主席（1971年到1987年），苏联出兵干涉布拉格之春的支持者。

## 生平
霍夫曼出生于南比爾森縣斯托德。
从1949年到1959年他是捷克斯洛伐克共产党中央委员会工作人员，从1959年到1967年他出任捷克斯洛伐克广播电台台长。在1966年5月31日至6月4日的捷克斯洛伐克共产党第十三次代表大会上他首次进入中央委员会。一直到1989年11月24日他始终是中央委员会成员。1966年11月24日他出访西德并与德國聯邦經濟合作及發展部部长会晤讨论合作问题。
1967年1月20日霍夫曼出任文化和新闻部部长，兼任捷克斯洛伐克总理约瑟夫·列纳尔特政府的文化和新闻委员会主席。他出任这两个职务到1968年4月8日。从1968年5月到9月他出任通讯中心主任，此后从1969年1月到9月中央政府物质储备副主席。他与其他39名高级官员一起签署了请求华沙跳跃组织进兵镇压布拉格之春的“邀请书”。在这段时间里霍夫曼和其他49人组成一个中央委员会内保守反对改革的集团。这个集团成员还有当时的中央委员会秘书阿洛伊斯·英德拉、前总理约瑟夫·列纳尔特、前副总理奥塔卡尔·西穆涅克、中央委员会秘书瓦西尔·比拉克和前中央委员会负责经济的秘书德拉戈米尔·科尔德尔等人。
1969年9月29日霍夫曼出任总理欧德里希·切尔尼克第三届政府的邮政和通讯部部长，兼容政府邮政和通讯委员会主席。在卢博米尔·什特劳加尔的第一届政府中霍夫曼继任此职到1971年1月1日。从1971年1月1日起他出任通讯部部长，并任此职到1971年5月24日该部被撤销。在1971年5月25日到29日举办的第十四此党代表大会上霍夫曼入选中央委员会主席团，成为捷克斯洛伐克最高领导人之一，他一直到1989年11月24日是主席团成员。1971年11月27日他入选联邦议会，到1990年1月16日为止他始终是捷克斯洛伐克议会成员。同时他是议会主席团成员和选择议会候选人的民族阵线主席团成员。
1971年3月10日霍夫曼出任革命工会运动中央委员会主席并于1972年6月、1977年5月和1982年4月被重选当任此职。1972年6月在布拉格举行的第八届工会大会上霍夫曼当苏联工会主席亚历山大·尼古拉耶维奇·谢列平的面建议把1969年3月举办的第七届工会大会上的所有文件销毁。理由是上次会议上通过的决议——包括罢工权——是“布拉格之春时期工会运动历史上一次危险的失败。”1987年3月19日出任中央委员会秘书并任此职到1989年11月24日。1990年2月他被开除党籍。